# Адар, Ясемин
Ясемин Адар (род. 6 декабря 1991, Балыкесир) — турецкая спортсменка, борец вольного стиля, Двукратная чемпионка мира 2017 и 2022 годов, семикратная чемпионка Европы (2016, 2017, 2018, 2019 и 2022, 2023, 2024).

## Биография
Родилась 6 декабря 1991 года в Балыкесире в семье Наима Адара и его жены Айшегюль (умерла в 2013 году). У Ясемин есть старшая сестра Йылдыз. После окончания школы Газиосманпаша изучала физическую культуру и спорт в университете Балыкесир. В настоящее время работает преподавателем в Нигде.

### Спортивная карьера
Сначала Ясемин Адар занималась толканием ядра, но затем на неё обратил внимание чемпион Турции по борьбе Аслан Сейханлы, после этого Ясемин начала заниматься борьбой. Выступала за команду «Trakya Birlik SK».
В 2012 году Ясемин Адар приняла участие в чемпионате мира по борьбе, проходившем в Канаде, но не завоевала медалей. В 2013 году Ясемин Адар представляла Турцию на Чемпионате Европы в Тбилиси, но также не взошла на пьедестал. В том же году на Средиземноморских играх, проходивших в Мерсине, Ясемин завоевала золотую медаль. Также в 2013 году принимала участие в Чемпионате мира по борьбе в Будапеште, но заняла лишь пятое место. В 2014 году Ясемин участвовала в Чемпионате мира по борьбе, проходившем в Ташкенте, но также не завоевала медалей.
В 2015 году Ясемин участвовала в Европейских играх в Баку, но не смогла пройти в финал, проиграв Екатерине Букиной. Затем она проиграла в матче за третье место Светлане Саенко. На чемпионате мира 2015 года Ясемин проиграла в четвертьфинале.
В 2016 году Ясемин Адар завоевала золотую медаль на Чемпионате Европы, победив россиянку Алёну Стародубцеву. Ясемин стала первой представительницей Турции, завоевавшей золотую медаль на Чемпионате Европы по борьбе среди женщин.
В феврале 2020 года на Чемпионате Европы, проходившем в Риме, в весовой категории до 76 кг Ясемин в схватке за чемпионский титул уступила спортсменке из России Екатерине Букиной и завоевала серебряную медаль европейского первенства.
В апреле 2024 года на Европейском квалификационном турнире в Баку ей удалось завоевать лицензию для своей страны на летние Олимпийские игры 2024 в весовой категории до 76 кг.
В апреле 2025 года на чемпионате Европы в Братиславе в весовой категории до 76 кг завоевала серебряную медаль. В финальной схватке уступила сопернице из Украины Анастасии Алпеевой.